# 장충 (영화배우)
장충(張沖, 1931년 ~ 2010년 2월 18일)은 홍콩의 영화 배우이다.